# Эйтнер, Марта
Марта Эйтнер (нем. Martha Eitner; 14 февраля 1851, Kotowice, Lubusz Voivodeship, Любушское воеводство — 8 сентября 1912, Легница, Пруссия) — немецкая писательница.

## Биография
Марта Эйтнер родилась 14 февраля 1851 года в Котовице (ныне находится на территории Любушского воеводства в Польше) в семье суперинтенданта.
Отец учил её дома до 1862 года; затем она пошла в частную школу для девочек. В 1864 году она вернулась к своим родителям в Винциг/Крайс Вохлау, где и прожила до конца своей жизни. Эйтнер продолжила свое образование путём самообучения.
Начиная с 1878 года М. Эйтнер публиковала свои литературные произведения, сначала в газетах, а с 1883 года также и отдельными книгами. Свои работы подписывала псевдонимами «Эрих Норден» и «М. фон Ханфельд».
Наиболее продуктивная литературная работа Марты Эйтнер состоит в основном из рассказов - часто с Рождеством в качестве фона - которые можно отнести к протестантской назидательной литературе и которые время от времени переиздавались вплоть до 1930-х годов. Среди них: «Die Macht der Verhältnisse», «Verloren und wiedergefunden», «Treu bis ans Grab», «Die Schlossfrau von Dorndorf», «Carlo und Marietta» другие (подробнее см. раздел «Библиография»).
Марта Эйтнер умерла 8 сентября 1912 года в Легнице.